# Fischenthal
Fischenthal ist eine politische Gemeinde im Bezirk Hinwil des Kantons Zürich in der Schweiz.

## Wappen

Historisches Luftbild aus 200 m von Walter Mittelholzer von 1919

Blasonierung
In Blau übereinander zwei in Gegenrichtung schwimmende silberne Fische

## Geographie
Fischenthal ist die höchstgelegene Gemeinde des Tössberglandes und des Kantons Zürich, mit dessen höchstem Berg, dem Schnebelhorn, 1291 m ü. M.
Zur Gemeinde Fischenthal gehören die Ortschaften Steg im Tösstal und Gibswil. Das Gemeindegebiet umfasst 30,25 km² und ist damit die grösste Landgemeinde des Kantons Zürich.
Die Gesamtfläche von 3'025 ha unterteilt sich in:
- 63 % Wald
- 32 % Landwirtschaft
- 2 % Siedlungen
- 2 % Verkehr

Die Stadt Winterthur liegt 24 km und die Stadt Zürich 30 km Luftlinie entfernt. Der höchste Punkt der Gemeinde befindet sich auf dem Schnebelhorn auf 1291 m ü. M., der tiefste bei Lenzen auf 676 m ü. M. Die Nachbargemeinden von Fischenthal sind im Uhrzeigersinn Mosnang SG, Eschenbach SG, Wald ZH, Hinwil, Bäretswil und Bauma. Nördlich des Hörnli findet sich ein Dreikantonseck (St. Gallen, Thurgau und Zürich) ().

## Geschichte
Die älteste Urkunde, in der der Name Fiskinestal erwähnt wird, stammt von 876. Damals wurden Besitzungen in Fischenthal dem Kloster St. Gallen geschenkt. Man nimmt an, dass ein alemannischer Siedler namens Fiskin dem Tal den Namen gegeben hat. Im 13. Jahrhundert wurde Fischenthal der habsburgischen Hausmacht einverleibt. Doch schon 1301 verpfändeten die Habsburger die Vogtei Fischenthal, die noch mehrmals den Herrn wechselte, bis sie 1425 der Stadt Zürich abgetreten wurde. Von 1542 an war Fischenthal Bestandteil der Herrschaft Grüningen. 1798 wurde es dem Distrikt Wald zugeteilt, 1803 dem Bezirk Uster, dann dem Oberamt Grüningen und schliesslich 1831 dem Bezirk Hinwil.
Einen Aufschwung erlebte das Gebiet zur Zeit der Heimindustrie im 18. und zu Beginn des 19. Jahrhunderts. Verdienst brachte zuerst die Handspinnerei, dann die Handweberei. An Stelle der früheren Armut zog eine gewisse Wohlhabenheit ein, bis die mechanischen Webstühle in den Fabriken des Unterlandes der Heimarbeit ein Ende setzten. Viele Wohnstätten wurden verlassen. Der Staat sprang helfend ein, indem er namentlich im Quellgebiet der Töss Land erwarb und aufforstete. Heute ist das Gebiet um den Tössstock ein Wildschongebiet, in dem sich auch Gämsen aufhalten.
1532 soll am Hörnli der letzte Bär des Zürcher Oberlandes erlegt worden sein. Eine Bronzeplastik von Kurt Ingendahl erinnert als "Kunst am Bau" beim Schulhaus Schmittenbach an das historische Ereignis. Bis zum Ausbruch des Ersten Weltkrieges wurde ein Pilgerweg – der «Jakobsweg» begangen, der aus Süddeutschland über Fischingen, das Hörnli, dem Jonatal entlang nach Rapperswil und Einsiedeln führte. Pilgerherbergen waren das Gasthaus «Zum Steg» und dasjenige «Zum Hauptmann», früher im Fistel, später der Vorläufer der «Blume».

### Ortsmuseum

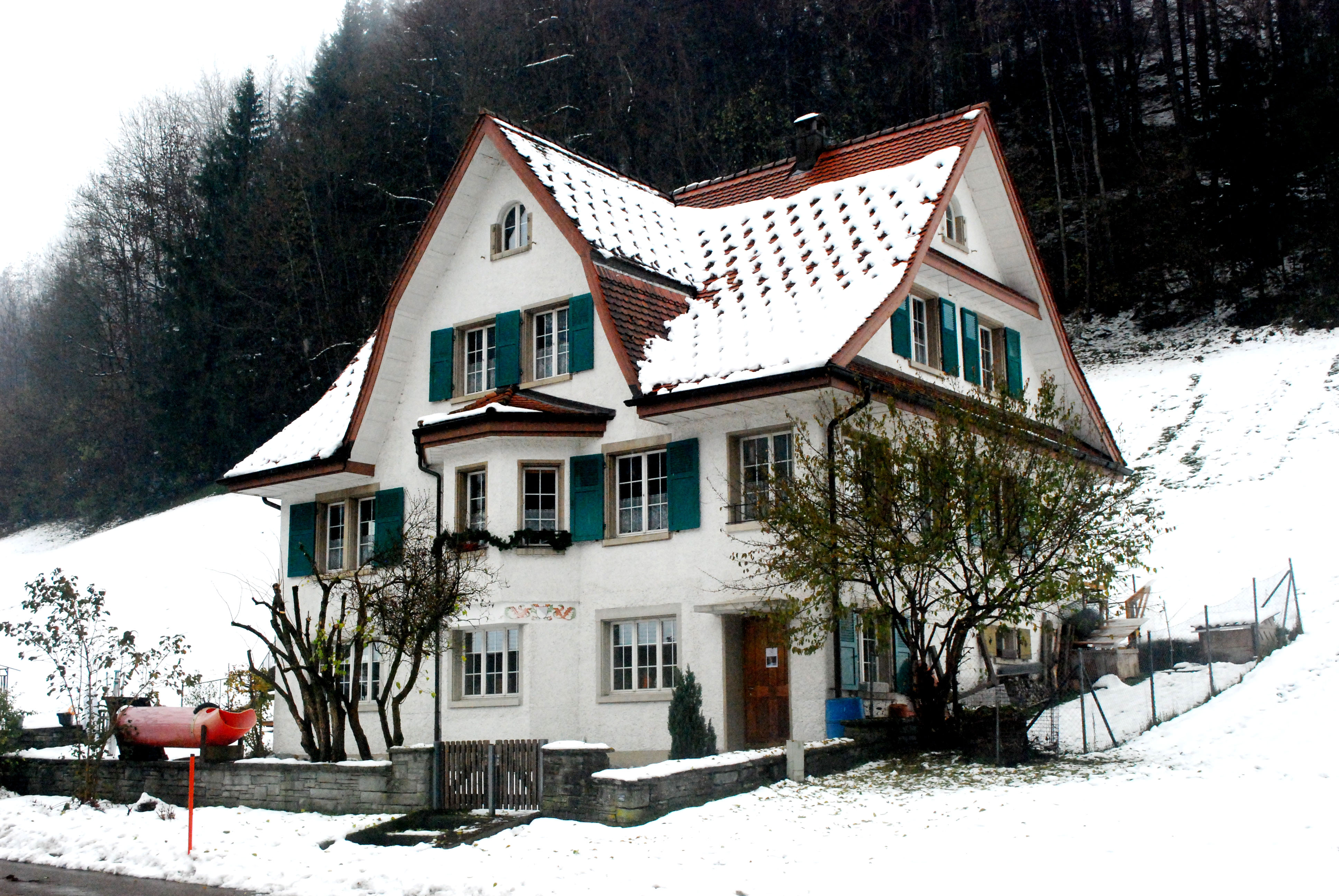
Das Ortsmuseum „Alte Kanzlei“

Im Ortsmuseum „Alte Kanzlei“ sammelt die Ortsmuseumskommission Gegenstände aus dem alltäglichen Leben von früher und heute. Im Archiv werden auch Schriften, Bilder, Fotos, Filme und die Sammlung der Chronik aufbewahrt.
Die Kommission ist wie die Nachbargemeinde Wald für die Fastnachts-Umezüge verantwortlich und sie unterhält die alte Schuhmacherwerkstatt von Albert Knecht in der Drechslerei Kleintal.
Einmal pro Jahr stellt ein Künstler aus der Region seine Werke im Museum aus.
Die Ortsmuseumskommission Fischenthal bildete sich anfangs der siebziger Jahre. 1997 konnte sie die ehemalige Gemeinderatskanzlei als Ortsmuseum übernehmen.

### Traditionelle Haustypen
Fischenthal hat eine besondere Lage zuoberst im Tössbergland. Mit seiner Berglandwirtschaft, verbunden mit Heimindustrie und Kleintierhaltung, dazu früher Industrialisierung, hat es auch eine voralpine Siedlungsstruktur. Darin erkennt man starke Einflüsse im Häuserbau bäuerlicher Liegenschaften aus der March (Kanton Schwyz) und durch die Passverbindungen über die Hulftegg und den nahen Ricken zu den Appenzeller Voralpen und dem Toggenburg. Aus all diesen Nachbargebieten sind zwischen Schnebelhorn und Allmen, Gibswil und Steg Haustypen und Bauelemente an traditionellen bäuerlichen Bauten auszumachen.

## Bevölkerung
Am 31. Dezember 2015 lebten 2'425 Menschen in der Gemeinde Fischenthal, davon 13,3 % Ausländer.
| Bevölkerungsentwicklung | Bevölkerungsentwicklung |
| Jahr                    | Einwohner               |
| ----------------------- | ----------------------- |
| 1634                    | 466                     |
| 1771                    | 1'789                   |
| 1836                    | 2'814                   |
| 1850                    | 2'394                   |
| 1900                    | 2'052                   |
| 1941                    | 1'694                   |
| 1950                    | 1'837                   |
| 1960                    | 1'987                   |
| 1980                    | 1'605                   |
| 2000                    | 1'961                   |

### Religion

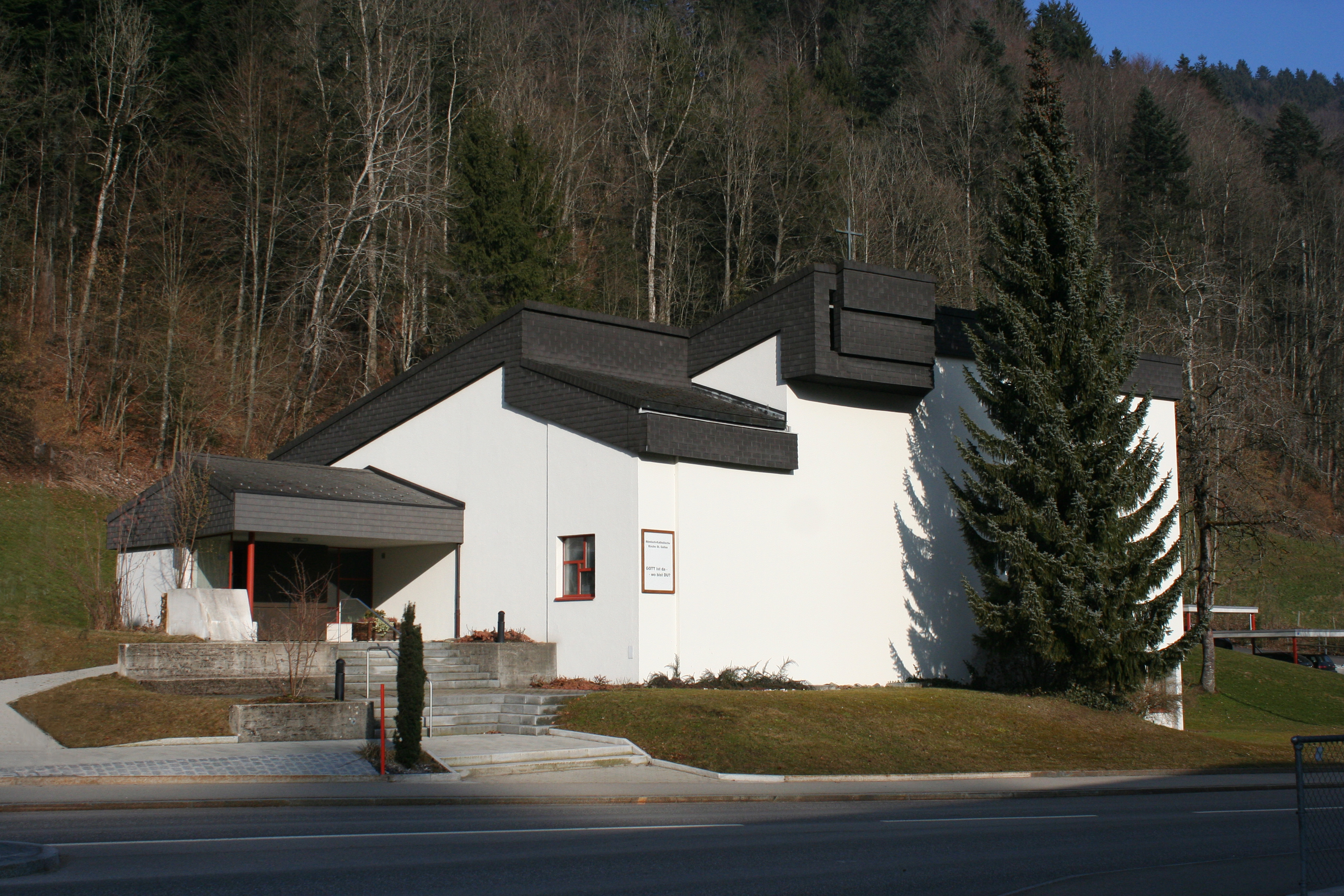
St. Gallus

Am 31. Dezember 2011 gehörten 55,6 % der Bevölkerung der evangelisch-reformierten Kirche und 18,6 % der römisch-katholischen Kirche an.
In Fischenthal gibt es zwei Kirchen:
- Die reformierte Kirche wurde an Stelle der mittelalterlichen Kirche von Fischenthal gebaut: Im Jahr 1711 wurde an den bestehenden Kirchturm das heutige Kirchenschiff angebaut. Im Chor befinden sich seit 1933 drei Farbfenster des Glasmalers Röttinger, Zürich.[14] Bei Renovationsarbeiten wurden 1995 Überreste von drei Vorgängerbauten zur heutigen Kirche nachgewiesen, ebenso eine ehemalige Chorstufe und der Steinkranz eines Taufbeckens.[15]
- Die katholische Kirche St. Gallus erinnert mit ihrem Namen daran, dass die mittelalterliche Kirche von Fischenthal einst dem Hl. Gallus geweiht war. 1949 wurde die Vorgängerkirche St. Bernadette eingeweiht, an die ein Altersheim angegliedert war. 1971 wurde die heutige Kirche, erbaut vom Architekten Karl Higi, eingeweiht. Der äusserlich schlichte Bau besitzt Kunstwerke von Paul Stöckli und ist ein exemplarischer Kirchbau einer nachvatikanischen katholischen Kirche.[16]

## Verkehr
Die Gemeinde Fischenthal und die Ortschaften Steg im Tösstal und Gibswil sind mit der Linie S 26 Winterthur – Bauma – Rüti ZH , die von der Thurbo betrieben wird, mit jeweils eigenem Haltepunkt an die S-Bahn Zürich (bis 1918 Tösstalbahn) angeschlossen. Ende November 2015 wurde der SBB Billettschalter geschlossen.
Eine Buslinie wird durch die Verkehrsbetriebe Zürichsee und Oberland (VZO) betrieben:
- 854 Bahnhof Rüti – Wald – Gibswil – Fischenthal – Steg – Bahnhof Bauma

Hauptachse ist die Tösstalstrasse Winterthur–Turbenthal–Bauma–Wald–Rüti–Rapperswil durch Fischenthal, als kürzeste Verbindung von Winterthur in den St. Galler Seebezirk. Von diesem Hauptstrang zweigen im Fischenthal auch Querverbindungen ab. In Steg im Tösstal nach Osten die Hulfteggstrasse (Passhöhe 953 m) ins Toggenburg und den Hinterthurgau. In Gibswil nach Nordwesten die Abzweigung nach Kleinbäretswil–Ghöch (Passhöhe 961 m)-Bäretswil, ebenda nach Westen über die Schufelberger Egg (Passhöhe 990 m) und zugleich höchstgelegener öffentlich befahrbarer Übergang im Kanton Zürich, nach Girenbad (Hinwil) und von Gibswil nach Südwesten über Hueb-Orn nach Wernetshausen (Hinwil). Die drei Verzweiger ab Gibswil führen auf die befahrbare Höhen-Längsachse auf der Almenkette: Bachtel–Bäretswil–Hittnau–Russikon–Weisslingen–Kyburg.

## Politik
Gemeindepräsidentin ist Barbara Dillier (parteilos).
| Mitglieder des Fischenthaler Gemeinderats (Amtsperiode 2018–2022) | Mitglieder des Fischenthaler Gemeinderats (Amtsperiode 2018–2022) | Mitglieder des Fischenthaler Gemeinderats (Amtsperiode 2018–2022) | Mitglieder des Fischenthaler Gemeinderats (Amtsperiode 2018–2022) |
| Name                                                              | Amtsantritt                                                       | Funktion                                                          | Partei                                                            |
| ----------------------------------------------------------------- | ----------------------------------------------------------------- | ----------------------------------------------------------------- | ----------------------------------------------------------------- |
| Barbara Dillier                                                   | 2018                                                              | Gemeindepräsidentin / Präsidiales und Finanzen                    | parteilos                                                         |
| Hans Lazzarotto                                                   | 2018                                                              | Schulpräsident / Bildung und Jugend                               | parteilos                                                         |
| Rudolf Pfeiffer                                                   | 2018                                                              | Gesellschaft und Kultur                                           | parteilos                                                         |
| Elmar Schaufelberger                                              | 2018                                                              | Liegenschaften und Sicherheit                                     | parteilos                                                         |
| Matthias Zürcher                                                  | 2011                                                              | Bau und Umwelt                                                    | parteilos                                                         |

Bei den Nationalratswahlen 2023 betrugen die Wähleranteile in Fischenthal: SVP 59,76 % (+4,53), SP 9,87 % (+0,86), Grüne 6,20 % (−3,22), EDU 4.91 (−0,16), glp 4,57 % (−1,74), Mitte 4,51 % (+1,07), FDP 3,86 % (−1,61), EVP 2,54 % (−0,85), SD 0,41 % (+0,12).

## Sehenswürdigkeiten und Sport
- Gibswil-Schanzen
- Panoramaloipe Gibswil
- Wissengubel-Wasserfall und Höhle[19][20]
- Der Greiselgubel-Giessen[21], mit 43 m Fallhöhe fast doppelt so hoch wie der Rheinfall (23 m), stürzt als höchster Wasserfall des Kantons Zürich zwischen der Eggsiedlung Würz im Süden und den Terrassensiedlungen Unterreinsberg und Neugüetli im Norden ins Tobel des Greiselbergwalds. Bei Koord. 711'810/243'910 stürzt er über die 800er-Höhenkurve im freien Fall in den Tobelgrund westlich von Mülibach an der Tösstalstrasse. Wegbeschreibung: Von der Bahnstation Fischenthal dem Mülibach entlang 200 m talabwärts, dann in Mülibach 500 m links nach Westen am Industrieweiher vorbei 30 Höhenmeter ins Waldtobel aufsteigen, zuletzt noch im Bachbett.[22]
- Greiselgubel-Höhle, ganz im Süden des Greiselgubel-Überhangs, Höhe 800 m, Koord. 711805/243880[23]

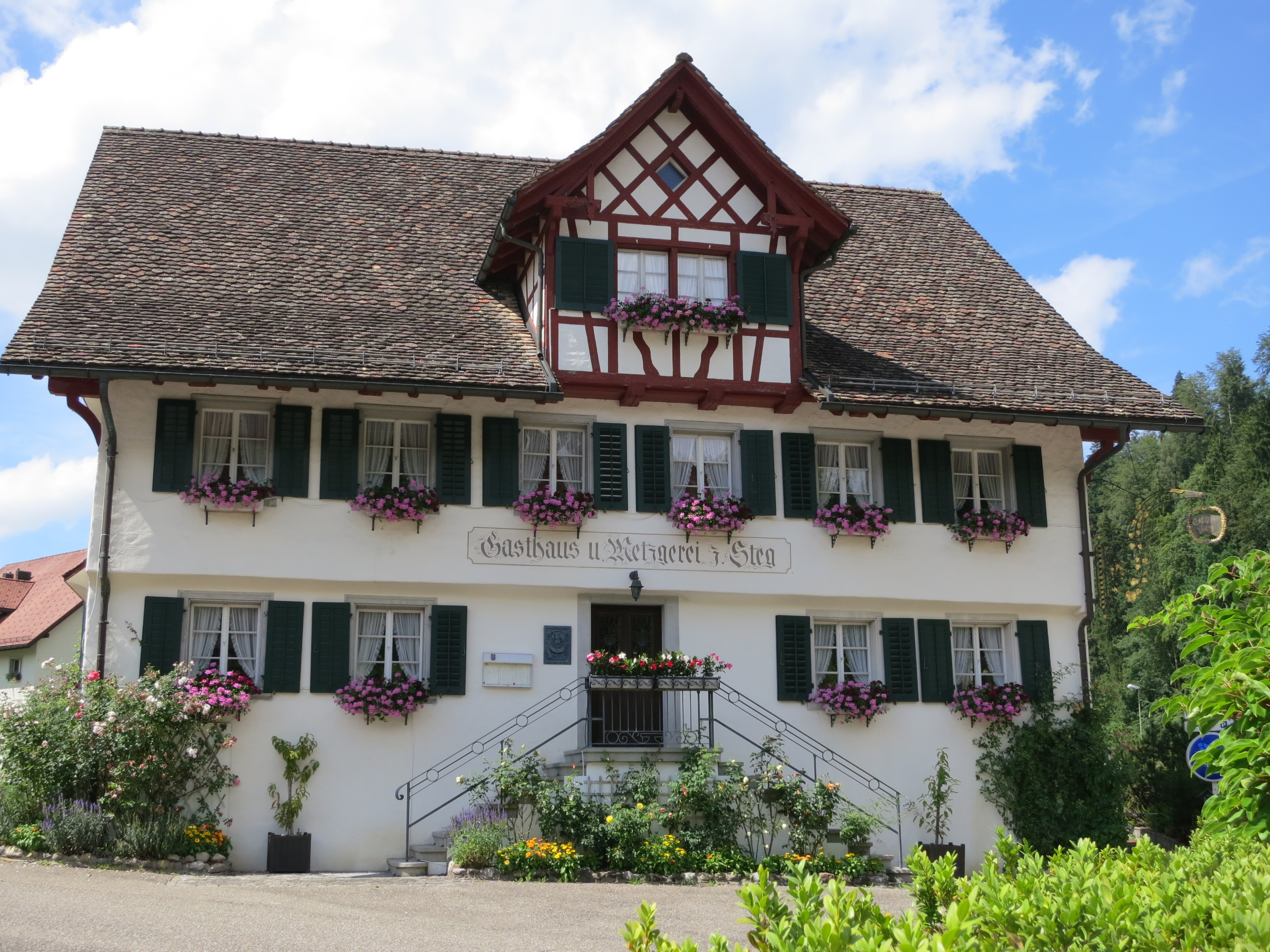
Ehemalige Pilgerherberge Zum Steg
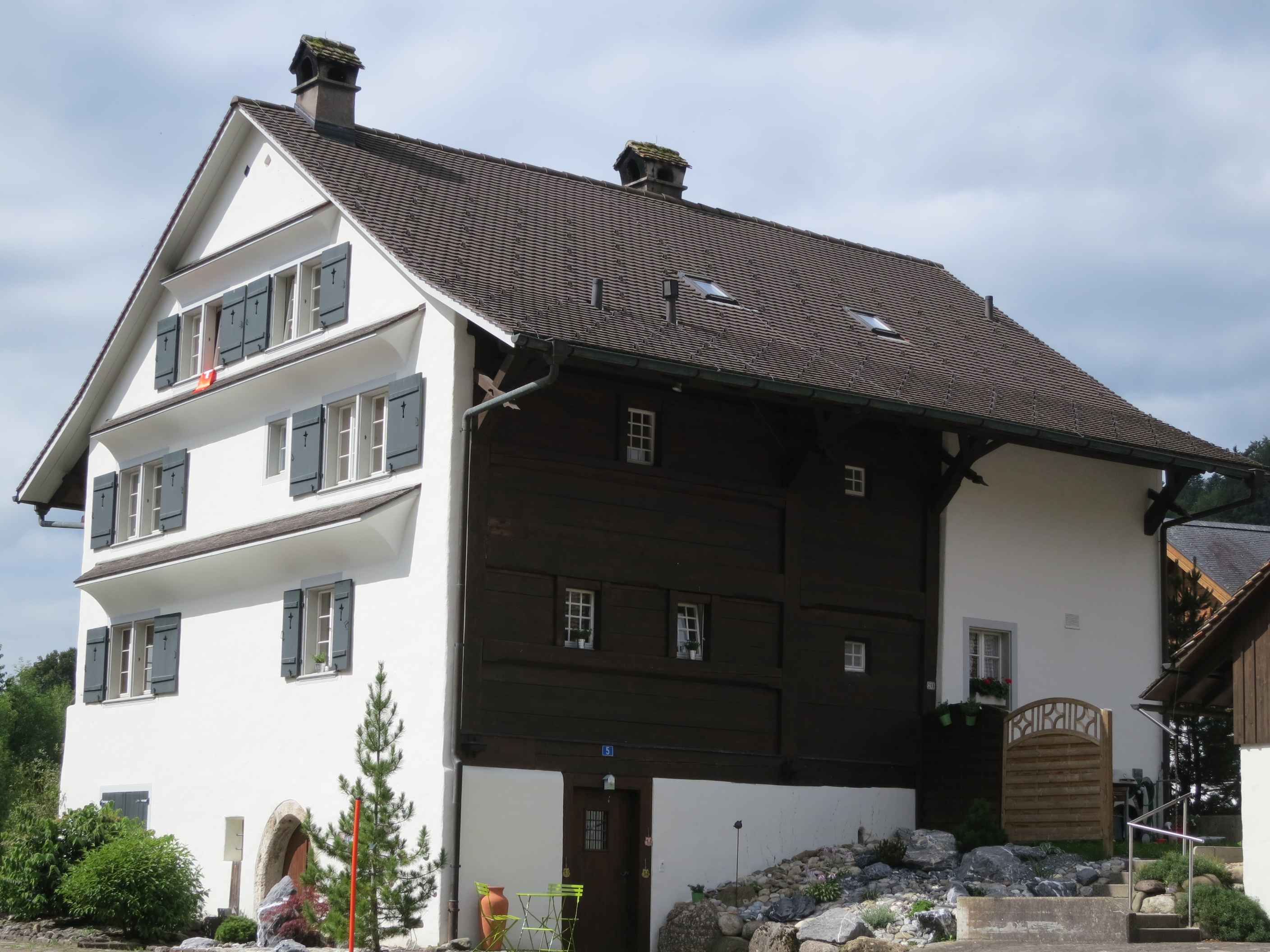
Doktorhaus in Steg
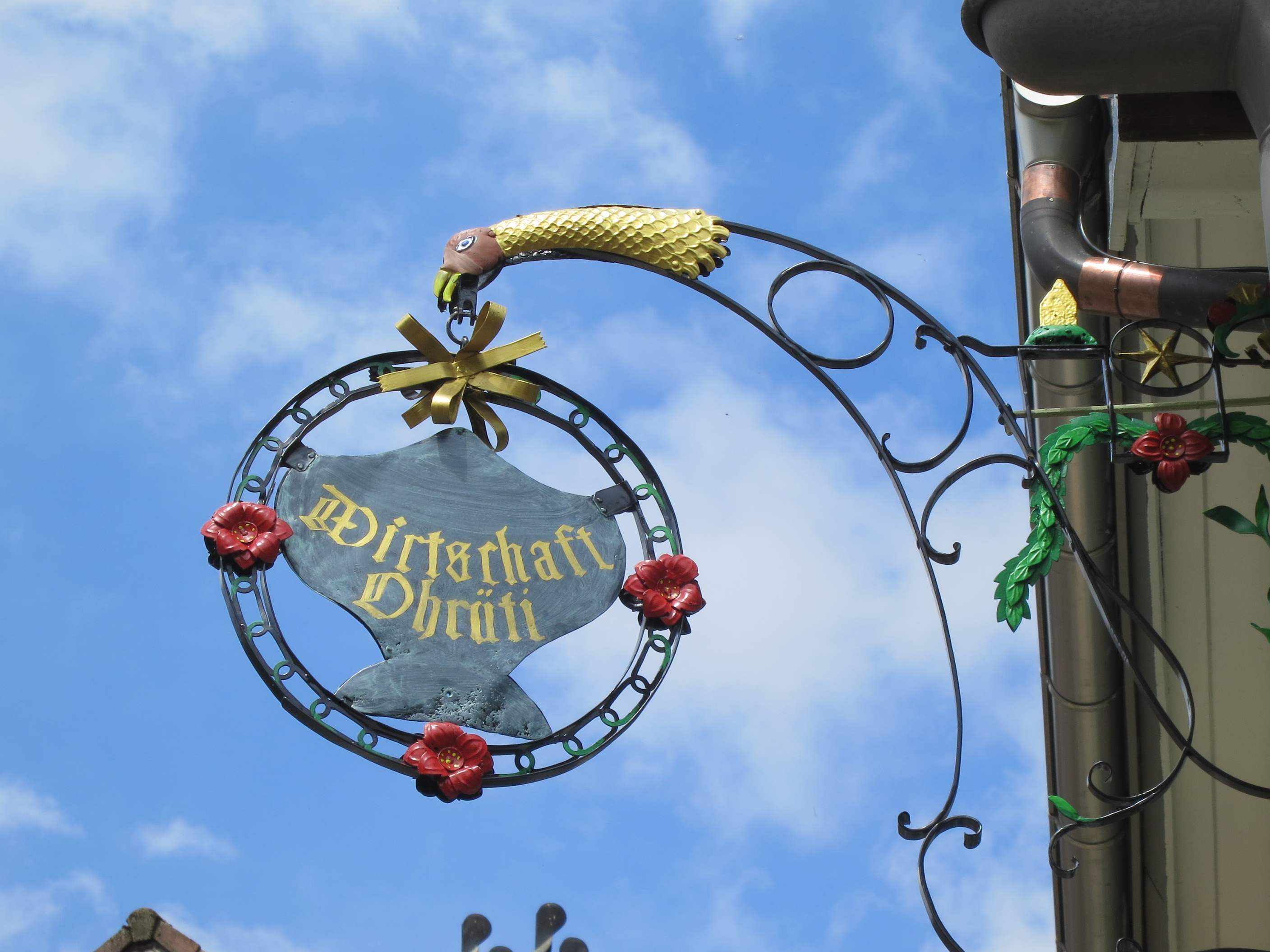
Wirtschaft Ohrüti Steg
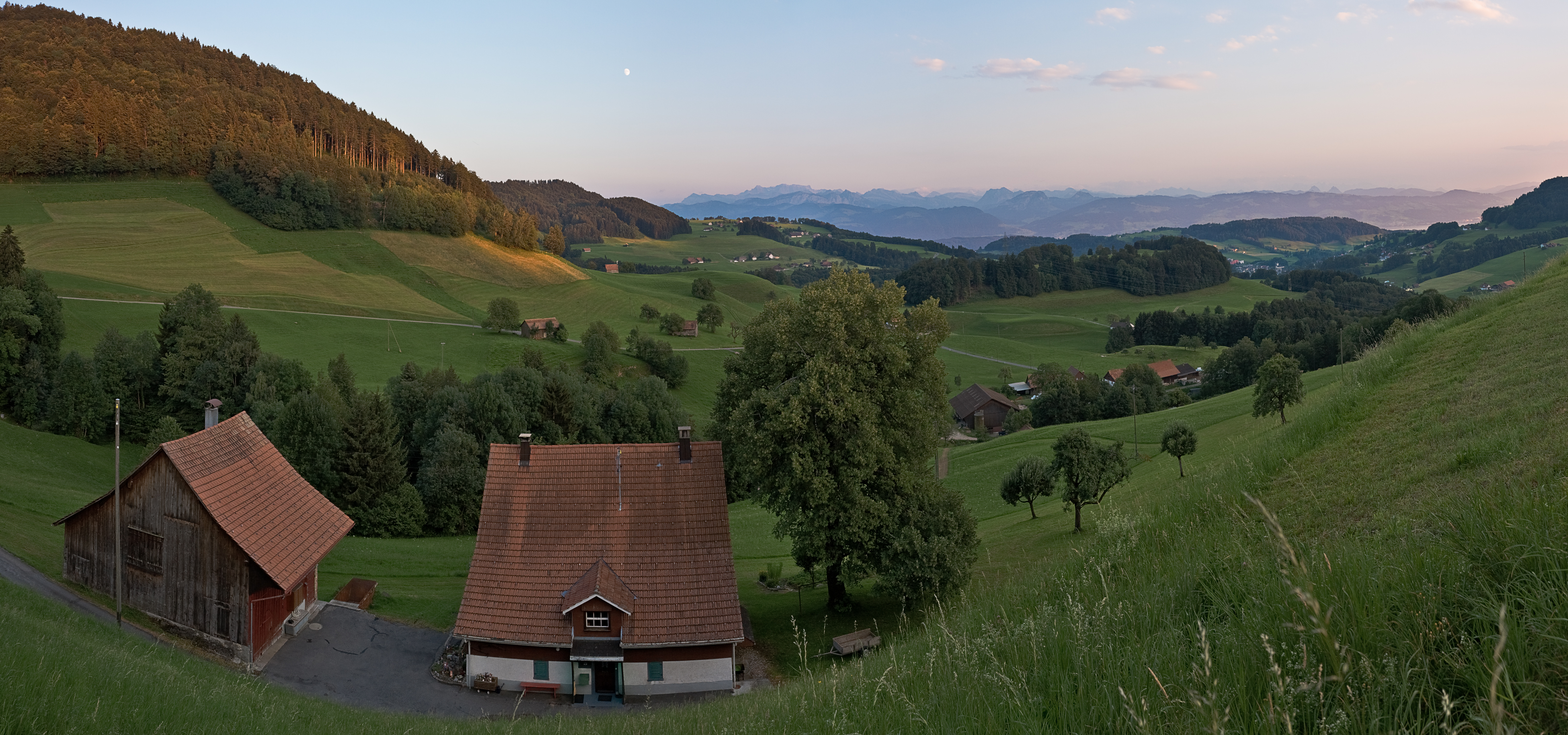
Aussicht von Hischwil

## Persönlichkeiten
- Philipp Schoch (* 1979), Doppelolympiasieger, und sein Bruder Simon Schoch (* 1978), Olympiazweiter im Snowboard-Parallelriesenslalom
- Jakob Senn (1824–1879), Schriftsteller
- Johann Jakob Keller (1823–1903), Fabrikant, Gemeindepräsident, Kantonsrat, Nationalrat und als Gründer der Zürcher Kantonalbank "Bankvater" genannt[24]
- Ueli Witzig (* 1946), Designer
- Emil Zopfi (* 1943), Schriftsteller
- Kai Mahler (* 1995), Freestyle-Skier und Sieger der Olympischen Jugendspiele 2012 in der Disziplin Freestyle "Halfpipe"